# Sofia Cantore
Sofia Cantore (* 30. September 1999 in Lecco) ist eine italienische Fußballspielerin.

## Karriere

### Klub
Sie begann ihre Karriere ab 2015 bei der ASD Fiammamonza 1970, wo sie bis 2017 aktiv war und dann zur Saison 2017/18 erst einmal an Juventus Turin ausgeliehen wurde. Nach dem Ende der Spielzeit wechselte sie dann auch fest zu dem Klub. In ihrer ersten Saison hier kam sie dann auf sieben Einsätze in der Liga und erzielte hierbei ein Tor. Nach ihrem festen Wechsel kam sie aber in der Spielzeit 2018/19 nur noch auf einen Einsatz. Zur Saison 2019/20 folgte dann eine Leihe zu Hellas Verona. In der Saison 2020/21 folgte dann die nächste Leihe zu Florentia San Gimignano und in der Spielzeit 2021/22 ging es wieder einmal per Leihe zu US Sassuolo Calcio.
Seit der Spielrunde 2022/23 steht sie nun wieder fest im Kader von Juventus und kommt hier auch regelmäßig zum Einsatz.

### Nationalmannschaft
Mit der U17 nahm sie im März 2016 an der Qualifikation für die Europameisterschaft 2016 teil, nach erfolgreicher Qualifizierung war sie dann auch bei der Endrunde dabei und kam hier in jeder Partie zum Einsatz. Mit der U19 folgte dann im nächsten Jahr die Qualifikation für die Europameisterschaft im Jahr 2017, bei der Endrunde kam sie aber nur einmal zum Einsatz. Danach war sie auch noch mit der Mannschaft für das kommende Turnier aktiv.
Am 1. Dezember 2020 kam sie dann zu ihrem Debüt für die A-Nationalmannschaft. Bei einem 0:0 gegen Dänemark während der Qualifikation für die Europameisterschaft 2022 wurde sie zur 90. Minute für Valentina Giacinti eingewechselt. Im Jahr 2021 folgten dann noch weitere Freundschaftsspieleinsätze für die EM wurde sie aber nicht nominiert.
In den nächsten Jahren war sie dann auch bei der Qualifikation für die Weltmeisterschaft 2023 dabei.
Am 2. Juli 2023 wurde sie dann schließlich für den finalen Kader bei der Weltmeisterschaft 2023 nominiert. Dort kam sie im ersten Gruppenspiel, bei einem 1:0-Sieg über Argentinien, dann auch mit einer Einwechslung in der 74. Minute zu ihrem Turnier-Debüt.
Am 24. Juni 2025 wurde sie für den EM-Kader nominiert.

## Erfolge
- Italienische Meisterin: 2024/25 (Juventus Turin)
- Team des Jahres der Serie A: 2022
- Beste Stürmerin der Serie A: 2024/25[6]